# رومن ديكرز
رامون ديكرز (4 سبتمبر 1969 - 27 فبراير 2013) كان مقاتل موي تاي هولندي محترف. فاز بالعديد من الألقاب العالمية والدولية في رياضة المواي تاي خلال ثمانينيات وتسعينيات القرن العشرين. كان يُلقب بـ "توربين الجحيم"، وكان من المفضلين لدى الجماهير بسبب أسلوبه القتالي السريع والعدواني والذي أدى إلى العديد من المعارك الوحشية والضربة القاضية. كما تم الإشادة به لاستعداده للقتال في تايلاند ، بما في ذلك التحدي على لقب الوزن الخفيف في ملعب لومبيني .

## السيرة الذاتية

### السنوات المبكرة
ولد رامون ديكرز في 4 سبتمبر 1969 في بريدا، هولندا. بدأ تعلم الفنون القتالية في سن الثانية عشرة، حيث درس الجودو لمدة نصف عام، ثم انتقل إلى الملاكمة. وبعد بضع سنوات بدأ ديكرز ممارسة المواي تاي تحت إشراف المدرب كور هيمرز. بعد أن أنهى دراسته في مجال صناعة الخبز.
في بداية مسيرته، كان مدير أعمال ديكرز هو كلوفيس ديبريتز، مدير أعمال الأسطورة روب كامن. ولهذا السبب كان كامن حاضرًا بجانب الحلبة في العديد من مباريات ديكرز، بما في ذلك نزاله الوداعي. غالبًا ما تدربا معًا وأصبحا صديقين مقربين. وقد أُطلق على ديكرز وكامن من قبل جماهير القتال في تايلاند لقب"الثنائي الهولندي المزدوج" (The Double Dutch duo).
في أول نزال له في سن السادسة عشرة، فاز ديكرز بالضربة القاضية بشكل مذهل على ملاكم أكبر منه سنًا وأكثر خبرة. ورغم أن وزنه لم يكن يتجاوز 55 كيلوغرامًا، إلا أن خصومه اكتشفوا سريعًا أنه أقوى بكثير مما يبدو عليه. ومع استمراره في الفوز بالنزالات بالضربة القاضية، بدأت سمعته كمقاتل واعد بالانتشار في مجتمع المواي تاي. حصل على أول لقب له في سن الثامنة عشرة، عندما فاز ببطولة هولندا للمواي تاي (MTBN) في 15 نوفمبر 1987. هزم ديكرز خصمه كينيث رامكيسوين بالضربة القاضية بواسطة ركلة عالية.

وقبل هذا النزال، خاض ديكرز أول مواجهة دولية له ضد بطل أوروبا آنذاك، ريتشارد نام من فرنسا. خسر ديكرز النزال بالنقاط. لكنهما التقيا مرة أخرى بعد عام في مباراة على لقب بطولة أوروبا التابعة للاتحاد الأوروبي للمواي تاي (EMTA)، وهذه المرة فاز ديكرز بالضربة القاضية باستخدام ضربة خطافية يسرى تلتها ضربة مستقيمة إلى الجذع في الجولة الرابعة.